# Mihael Kovačević
Mihael Kovačević (Basilea, 6 marzo 1988) è un ex calciatore svizzero con cittadinanza croata, di ruolo difensore.

## Carriera

### Club
Ha giocato nella prima divisione dei campionati croato, scozzese, bulgaro ed ungherese.

### Nazionale
Ha giocato nella nazionale Under-21 croata ed in quella svizzera.

## Palmarès

### Club

#### Competizioni nazionali
- Coppa di Scozia: 1

Dundee United: 2009-2010